# Катапулт
Вижте пояснителната страница за други значения на Катапулт.
Катапулт (лат. 'catapulta' през гръцки καταπέλτης )— метателна машина най-често използвана при обсада. Други имена под които са познати подобни машини са аркобалиста (лат. arcus-дъга, ballo-хвърлям, работеща с използване на лък) или подобни системи без лък използващи пресукани въжета/ сухожилия/ конски косъм като пружина за източник на акумулирана при пресукването енергия (картинка „Римски катапулт в Обсада на Йерусалим“).
Принципът на действие се основава на използването на потенциална енергия акумулирана в пружинна система или в падащ товар с голяма маса при требушета. При требушета освен лост има и прикачена към него и прашка в която се намира снаряда. Рамото на катапулта представлява лост, на късата част на който е закрепен тежък товар или пружинна система, а на дългото рамо се намира снаряда. При освобождаване на пружината/товара лоста се завърта и снаряда лети в посоката на прицелване. Техническото обяснение на процеса е, че потенциалната енергия акумулирана в системата се превръща в кинетична енергия на снаряда със загуба, която показва КПД на системата.